# Manuel Rodas
Manuel Oseas Rodas Ochoa (* 5. Juli 1984 in San Carlos Sija) ist ein guatemaltekischer Radrennfahrer. Er ist einer der dominierenden Radsportler seines Landes seit Mitte der 2000er Jahre.

## Sportliche Laufbahn
In der Saison 2004 trat Manuel Rodas erstmals bei einem internationalen Rennen in Erscheinung, seine Erfolge erzielte er ausschließlich auf dem amerikanischen Kontinent. 2006 gewann er erstmals eine Etappe der Vuelta a Guatemala. Bis 2020 gelangen ihm bei dieser Rundfahrt elf weitere Etappenerfolge, 2017 und 2019 entschied er auch die Gesamtwertung für sich. Siebenmal wurde er nationaler Meister im Einzelzeitfahren und zweimal im Straßenrennen. 2015 wurde er Zweiter des Einzelzeitfahrens bei den panamerikanischen Meisterschaften, 2017 Dritter. 2011 und 2019 wurde er jeweils zweitfacher Zentralamerikameister in Einzelzeitfahren und Straßenrennen. 2013 errang er im Straßenrennen Gold bei den Zentralamerikaspielen. 
Rodas startete in den Straßenrennen der Olympischen Spiele 2012 in London, 2016 in Rio de Janeiro und 2020 in Tokio, die er aber jeweils nicht beenden konnte.
Auch auf der Bahn war Rodas international erfolgreich: 2013 errang er Bronze bei der Panamerikameisterschaften im Punktefahren und 2017 Silber.

## Erfolge

### Straße
2006
- eine Etappe Vuelta a Guatemala

2007
- eine Etappe Vuelta a Guatemala

2008
- eine Etappe Vuelta Ciclista a Costa Rica

2009
- eine Etappe Vuelta a Guatemala

2010
- Guatemaltekischer Meister – Einzelzeitfahren

2011
- Zentralamerikameister – Straßenrennen
- Zentralamerikameister – Einzelzeitfahren

2012
- Guatemaltekischer Meister – Einzelzeitfahren
- eine Etappe Vuelta a Guatemala

2013
- Zentralamerikanische Spiele – Einzelzeitfahren
- Zentralamerikanische Spiele – Straßenrennen
- Guatemaltekischer Meister – Einzelzeitfahren
- eine Etappe Ruta del Centro

2014
- Zentralamerika- und Karibikspiele – Straßenrennen
- Guatemaltekischer Meister – Einzelzeitfahren

2015
- Panamerikameisterschaft – Einzelzeitfahren
- Guatemaltekischer Meister – Einzelzeitfahren, Straßenrennen
- eine Etappe Vuelta a Guatemala

2016
- Guatemaltekischer Meister – Einzelzeitfahren, Straßenrennen
- eine Etappe Vuelta a Guatemala

2017
- Panamerikameisterschaft – Einzelzeitfahren
- Guatemaltekischer Meister – Einzelzeitfahren
- Gesamtwertung und zwei Etappen Vuelta a Guatemala

2018
- Panamerikameisterschaft – Einzelzeitfahren
- Guatemaltekischer Meister – Einzelzeitfahren
- eine Etappe Vuelta a Guatemala

2019
- Zentralamerikameister – Straßenrennen
- Zentralamerikameister – Einzelzeitfahren
- Guatemaltekischer Meister – Einzelzeitfahren
- Gesamtwertung und eine Etappe Vuelta a Guatemala

2020
- eine Etappe Vuelta a Guatemala

2021
- Zentralamerikameisterschaften – Einzelzeitfahren
- Guatemaltekischer Meister – Einzelzeitfahren

2022
- Guatemaltekischer Meister – Einzelzeitfahren

2023
- Zentralamerikameisterschaften – Einzelzeitfahren
- Guatemaltekischer Meister – Einzelzeitfahren

2024
- Zentralamerikameisterschaften – Mannschaftszeitfahren
- Guatemaltekischer Meister – Einzelzeitfahren

### Bahn
2013
- Panamerikameisterschaft – Punktefahren

2016
- Panamerikameisterschaft – Punktefahren
- Guatemaltekischer Meister – Punktefahren, Omnium